# Il domatore delle scimmie/È bello cantare
Il domatore delle scimmie/È bello cantare è un singolo della cantante italiana Nada pubblicato nel 1975 dalla casa discografica RCA.
Entrambi i brani fanno parte dell'album 1930: Il domatore delle scimmie.

## Tracce
1. Il domatore delle scimmie (Di Henryk Topel Cabenes)
2. È bello cantare (Di Enzo de Luca)